# Opera (Zeitschrift)
Opera ist eine britische Fachzeitschrift, die ausschließlich der Kunstform Oper gewidmet ist. Sie wurde 1950 von George Lascelles, 7. Earl of Harewood gegründet und verleiht seit 2013 die International Opera Awards. Die Zeitschrift trägt den Untertitel The world’s leading opera magazine.

## Geschichte
George Lascelles, 7. Earl of Harwood (1923–2011) hatte zwei große Leidenschaften: Fußball und Oper. In beiden Bereichen gelangte er in Spitzenfunktionen. Er war die letzten fünfzig Jahre seines Lebens Präsident des Fußball-Clubs Leeds United, war zweimal Intendant des Royal Opera House Covent Garden (ROH) in London, fünf Jahre lang Leiter des Edinburgh International Festivals und mehr als zehn Jahre lang der English National Opera. Lascelles gab im Februar 1950 eine elegante Party im Haus seines Freundes Richard Buckle, um den anwesenden Musikliebhabern seine neue Zeitschrift vorzustellen. Buckle, ein Liebhaber des Balletts, der bereits seit 1939 eine Ballett-Zeitschrift publizierte, stellte seinen Verlag für die neue Opern-Zeitschrift zur Verfügung. Da der Earl of Harwood jedoch bereits 1951 Managementverantwortung in der ROH übernahm und sich seine Interessen von Berichten und Kommentieren zum Organisieren und Veranstalten verlagerten, gab er die Herausgeberschaft bereits im Jahr 1953 an den Musikkritiker und Opernliebhaber Harold Rosenthal ab, der seit 1947 als Korrespondent der amerikanischen Fachzeitschrift Opera News fungierte und der den Earl of Harewood bereits in der Gründungsphase seiner Zeitschrift als Assistent Editor unterstützt hatte.
Die Ära Rosenthal währte bis 1986 und der Herausgeber erwies sich als verlässlicher und kontinuierlicher Arbeiter im Dienste der Oper, der sich vehement gegen den elitären Charakter der Kunstform wandte und gegen überzogene Eintrittspreise. In den Jahren 1950 bis 1956 fungierte Rosenthal – parallel zu seiner publizistischen Tätigkeit – auch als Archivar des Londoner Royal Opera House und bekam somit tiefen Einblick in die Geschichte des traditionsreichen Hauses. 1958 veröffentlichte er, beruhend auf seiner Archivarbeit, das Buch Two Centuries of Opera at Covent Garden. Das Grove Dictionary of Music and Musicians schreibt über Rosenthal, unter seiner Leitung habe die Zeitschrift Opera „eine umfassende Berichterstattung über Opernaufführungen in der ganzen Welt bieten können und erheblichen Einfluss auf das Opernleben in Großbritannien ausgeübt“. Seine Arbeit wurde insbesondere wegen seiner Umsicht gelobt, die auf hoher Kenntnis der menschlichen Stimme und des Opernrepertoires beruhe. Gelobt wurden postum auch sein Einsatz für – auch vom Durchschnittsbürger – bezahlbare Eintrittskarten und seine Bemühungen um breiteres Verständnis für die Kunstform Oper. Als Kritiker war er bekannt für seine Großzügigkeit, insbesondere bei jüngeren Sängern.
Rosenthals Nachfolger, Rodney Milnes, war als pointierter und unterhaltsamer Schreiber bekannt, mit hohem Wissen in Literatur und Musik, und einem breiten Spektrum musikalischer Sympathien. In seiner Jugend spielte er Klavier und sang, später übersetzte er eine Reihe von tschechischen und italienischen Opern ins Englische, auch Wagners Tannhäuser. Er war ab 1976 Associate Editor der Zeitschrift, schrieb jedoch parallel dazu auch in anderen Medien Opernkritiken – in Harpers and Queen (1970–90), in The Spectator (1988–90) und im Evening Standard (1990–92). Im Jahr 1992 wurde er zum Chief Opera Critic von The Times ernannt und blieb dort bis 2002 in dieser Funktion.
Der gegenwärtige Herausgeber John Allison wurde im Jahr 2000 bestellt und profilierte sich in den ersten Jahren seiner Herausgeberschaft mit einer Reihe von populären Beilagen – beispielsweise Great singers in great roles (Große Sänger in großen Rollen, Teil 1 im August 2004, Teil 2 im September 2006) oder Opera stage on screen (Oper auf der Leinwand, September 2007). Bis 2012 wurde auch alljährlich eine Sonderausgabe Festivals herausgegeben, jedoch stellte sich heraus, dass die Internet-Datenbanken schneller und umfassender berichten konnten. Seither ist die April-Ausgabe der Zeitschrift schwerpunktmäßig den bevorstehenden Festivals weltweit gewidmet. Im Jahr 2013 institutionalisierte der Herausgeber gemeinsam mit einem Londoner Geschäftsmann die International Opera Awards.

## Inhaltliche Ausrichtung, Rang
Leser der Zeitschrift sind Operninteressierte und im Opernbereich Tätige. Die Zeitschrift enthält Berichte über aktuelle Neuinszenierungen, Porträts von Sängern, Dirigenten, Regisseuren und Komponisten, Reportagen zu Spielstätten der Oper, Nachrufe auf Verstorbene und weitere Themen aus Gegenwart und Geschichte der Oper. Zum Serviceteil der Zeitschrift gehören CD-, DVD- und Buchbesprechungen und ein monatlicher Kalender mit den Spielplänen britischer und internationaler Opernhäuser. Für die Zeitschrift schrieben und schreiben namhafte Musikjournalisten und -wissenschaftler, darunter William Ashbrook, Martin Bernheimer, Alan Blythe, Julian Budden, Rodolfo Celletti, Elizabeth Forbes, Gerhard Persché, Leo Riemens, J.B. Steane und James Helme Sutcliffe. Die Zeitschrift verfügt über ein internationales Netzwerk an Korrespondenten und berichtet weltweit über Opernaufführungen. In der Sparte We hear that werden Neuigkeiten betreffend Engagements und bevorstehender Aufnahmen verkündet. Die letzte Seite hat zumeist humoristische Züge, beispielsweise verriet dort im August 1999 die Sopranistin Barbara Bonney: „I can’t live without … golf.“
Die Zeitschrift erscheint im Format DIN A5, beinhaltet zahlreiche Farbfotografien und hat einen Umfang von rund 130 Seiten. Die Seitenpaginierung erfolgt fortlaufend während des Jahres (beispielsweise besteht die Ausgabe von September 2009 aus den S. 1.033 bis 1.168). Die Webpräsenz von Opera – verantwortet von Exact Editions – beinhaltet ausgewählte Artikel früherer Ausgaben und eine Vorschau auf die kommende Ausgabe. Abonnenten der Zeitschrift haben Zugriff zum digitalen Archiv, welches lange Zeit alle Ausgaben ab August 2006 verfügbar hielt. Am 12. Juli 2016 gaben der Herausgeber und Web-Firma bekannt, dass ab sofort sämtliche Ausgaben der Zeitschrift seit ihrer Gründung im Jahr online verfügbar sind. Die digitale Version ist web-optimiert und kann auf iPads, iPhones und allen Android-Geräten abgerufen werden.
Die Zeitschrift zählt – neben den amerikanischen Opera News (gegründet 1936), der deutschsprachigen opernwelt (1960) und dem französischen Opéra Magazine (2005) – zu den einflussreichsten Publikationen in dieser Sparte. Laura Clout bezeichnete die Zeitschrift im Jahr 2008 im Daily Telegraph als „the industry bible“, als Bibel der Sparte.

## International Opera Awards
Diese International Opera Awards wurden 2013 in Zusammenarbeit mit dem britischen Geschäftsmann und Philanthropen Harry Hyman gegründet und werden in 21 Kategorien verliehen. Sie würdigen die Interpreten, Institutionen, Neuinszenierungen, Uraufführungen und Wiederentdeckungen sowie DVD- und CD-Aufnahmen. Zusätzlich gibt es einen Sonderpreis für die Lebensleistung. In zwanzig Kategorien entscheiden die Kritiker und Korrespondenten der Zeitschrift, der Reader’s Award wird von den Lesern der Zeitschrift durch eine Abstimmung ermittelt. Die Struktur der Preisverleihung lehnt sich an die Tradition der Academy Awards an, mit vier bis acht Nominierungen je Kategorie und einem Preisträger, der erst während der Zeremonie bekanntgegeben wird. Die Verleihung der International Opera Awards fand bislang stets im feierlichen Rahmen in einem Londoner Hotel statt. Die Preisträger der Reader’s Awards waren unter anderem Jonas Kaufmann (2013 und 2015), Joseph Calleja (2014), Aleksandra Kurzak (2015) und Ermonela Jaho (2016).

## Herausgeber
- 1950–1953: George Lascelles, 7. Earl of Harewood
- 1953–1986: Harold Rosenthal
- 1986–1999: Rodney Milnes
- seit 2000: John Allison

## Buchpublikation
- Harold Rosenthal (Hrsg.): The Opera Bedside Book, London: Victor Gollancz Ltd. 1965, mit Beiträgen von Benjamin Britten, Sylvia Fisher, Magda Olivero, Helga Pilarczyk, Dennis Arundell, Osbert Lancaster, Joan Cross, Gottfried Schmiedel und Erwin Stein